# Liste des agents du SOE
Cet article présente la liste alphabétique d'agents marquants du Special Operations Executive, avec quelques indications sommaires sur leur identité, sur le rôle qu'ils y ont tenu et sur leur parcours.
Pour accéder à des photographies d'agents, se reporter au paragraphe Liens externes en fin d'article.

## A
- Haut – A
- B
- C
- D
- E
- F
- G
- H
- I
- J
- K
- L
- M
- N
- O
- P
- Q
- R
- S
- T
- U
- V
- W
- X
- Y
- Z

| Identité                                                                               | Dates                 | Rôle | Parcours                                                                                      |
| -------------------------------------------------------------------------------------- | --------------------- | --- | --------------------------------------------------------------------------------------------- |
| Nom Nom état civil ; nationalité Distinctions                                          | naissance décès       | Section - Réseau * Code Opérationnel (Fonction) « Nom de guerre » Alias                                     | Emploi antérieur : Grade, origine, ... Jalons des activités de l'agent pour le SOE sort final |
| George William Abbott UK                                                               | 1914                  | F - AUTOGIRO * MULBERRY « Paul » Fernand, Georges, Marie, Marc                                              | Lieut. (libéré à Colditz)                                                                     |
| Pierre Agapov                                                                          |                       | F - JOCKEY * « Raymond »                                                                                    | délivré                                                                                       |
| Francine Agazarian Françoise (Francine) Isabella André, F ép. (1) Agazarian ; (2) Cais |                       | F - Prosper PHYSICIAN * LAMPLIGHTER (Co) « Marguerite » Annie                                               | FANY 17/18.03.43 (Lys.) 16/17.06.43 (revenue à Londres)                                       |
| Jack Agazarian UK ; Val. 1/104                                                         | 19.12.1916 29.03.1945 | F - Prosper PHYSICIAN * USHER (R2) « Marcel » Jacques Chevalier                                             |                                                                                               |
| Fred Agee (Dr) Fred B. Agee ; US                                                       |                       | F - SALESMAN * ANTAGONIST « Antonin »                                                                       | (revenu)                                                                                      |
| Julienne Aisner Julienne Marie Louise Simart ; F (Juju) ép. (1) Aisner ; (2) Besnard   |                       | F - FARRIER * COMPOSITOR (Co) « Claire » Jeannette, Dominique, Éminente, Marie Clémence, Ploye              | FANY, Capt. 13/14.05.43 (Lys., Tours) avril 44 (rentrée à Londres par Lys.)                   |
| Roland Alexandre F ; Val. 2/104                                                        |                       | F - SURVEYOR * (C) « Astre »                                                                                |                                                                                               |
| Élisée Allard F ; Val. 3/104                                                           |                       | F - LABOURER * MILLIONAIRE (2nd) « Henrique » Charles Montaigne                                             |                                                                                               |
| Nicholas Allington UK                                                                  |                       | F - HISTORIAN * AVENGER « Agrippa »                                                                         | (revenu)                                                                                      |
| John Allsop John D. Allsop ; US                                                        |                       | F - FREELANCE * ADMINISTRATOR « Alonce »                                                                    | Lieut. (revenu)                                                                               |
| Julian Amery PC                                                                        | 27.03.1919 03.09.1996 | Mission CONSENSUS 11                                                                                        |                                                                                               |
| Phillip Amphlett UK ; Val. 4/104                                                       |                       | F - Mission SCULLION 2 * TAXIDERMIST                                                                        |                                                                                               |
| James Amps UK Val. 5/104                                                               |                       | F - Prosper PHYSICIAN * CHEMIST (A1) « Tomas »                                                              |                                                                                               |
| Georges André B                                                                        |                       | F - TREASURER * « José »                                                                                    |                                                                                               |
| France Antelme UK OBE, CG av. Palme, Chev. LH Val. 6/104                               | 12.03.1900 12.09.1944 | (1) Mission TODD (2) à (4) F - BRICKLAYER * (C) « Renaud » (2-3) puis « Maurice » (4) Antoine Ratier, Athos |                                                                                               |
| Benjamin Aptaker UK                                                                    |                       | F - GARDENER * LIBRARIAN « Alaric »                                                                         | Capt. (revenu)                                                                                |
| Jean-Paul Archambault CAN.                                                             |                       | (1) F - DITCHER * APOTHECARY « Chico » (2) Force 136                                                        |                                                                                               |
| Claude Arnault US                                                                      |                       | F - WHEELWRIGHT * HAIRDRESSER « Néron » Arrachart                                                           | Lieut. (revenu ?)                                                                             |
| Jean Maxime Aron                                                                       |                       | F - VENTRILOQUIST * « Joseph »                                                                              | 05.01.44 (échappé)                                                                            |
| Guy d'Artois Can.                                                                      | 09.04.1917 15.03.1999 | F - DITCHER * DECORATOR (I) « Dieudonné »                                                                   |                                                                                               |
| Raymond Aubin F                                                                        |                       | F - SCHOLAR * AUDITOR « Alfred » Aulois                                                                     | Lieut. (revenu)                                                                               |
| Georges Henri Audouard F                                                               |                       | F - STATIONER * NOTARY « Martial » Martial, Aplin                                                           | Lieut. (délivré)                                                                              |

## B
- Haut – A
- B
- C
- D
- E
- F
- G
- H
- I
- J
- K
- L
- M
- N
- O
- P
- Q
- R
- S
- T
- U
- V
- W
- X
- Y
- Z

| Identité                                                                     | Dates                   | Rôle                                                                                                   | Parcours                                                                                      |
| ---------------------------------------------------------------------------- | ----------------------- | --- | --------------------------------------------------------------------------------------------- |
| Nom Nom état civil ; nationalité Distinctions                                | naissance décès         | Section - Réseau * Code Opérationnel (Fonction) « Nom de guerre » Alias                                | Emploi antérieur : Grade, origine, ... Jalons des activités de l'agent pour le SOE sort final |
| Claude de Baissac UK DSO                                                     | 28.02.1907 22.10.1974   | (1) Aquitaine : F - SCIENTIST * (C) « David » (2) Bretagne : F - SCIENTIST * (C) « Denis »             |                                                                                               |
| Lise de Baissac ép. Villameur ; UK MBE                                       | 11.05.1905 28.03.2004   | (1) F - SCIENTIST * ARTIST (Co) « Odile » (2)F - SCIENTIST 2 - (Co) « Marguerite », Jeannette Bouville |                                                                                               |
| Jean Bouret de la Bardanne                                                   |                         | F - CARTE * « Hubert »                                                                                 | (délivré)                                                                                     |
| John Barrett UK Val. 7/104                                                   | 23.11.1916 05.10.1944   | (1) F - TINKER * INNKEEPER (R) « Honoré » (2) F - MINISTER * INNKEEPER (R) « Stéphane » ou « Charles » |                                                                                               |
| Yvonne Baseden UK                                                            |                         | F - SCHOLAR * BURSAR (Co) « Odette »                                                                   |                                                                                               |
| Francis Basin F ; MBE, MC                                                    |                         | F - URCHIN * (C) « Olive »                                                                             |                                                                                               |
| Maurice Marie Roger Basset US                                                |                         | F - BEGGAR * « Ludovic »                                                                               | Lieut. (revenu)                                                                               |
| Raymond Basset                                                               |                         | RF * « Marie »                                                                                         |                                                                                               |
| Ralph Beauclerk UK                                                           | 1917 04.04.2007         | F - DIGGER * BEADLE (R) « Casimir »                                                                    |                                                                                               |
| Anne de Bauffremont-Courtenay                                                |                         | |                                                                                               |
| Alcide Beauregard CAN. ; Val. 8/104                                          | 25.03.1917 20.08.1944   | (1) F - LACKEY * BURGLAR (R) « Cyrano » (2) F - DITCHER * BURGLAR (R) « Cyrano »                       |                                                                                               |
| Eugène Bec UK ; Val. 9/104                                                   |                         | F - HEADMASTER * BORER (I) « Hugues »                                                                  |                                                                                               |
| Yolande Beekman UK, CH CG, Val. 10/104                                       | 1911 13.09.1944         | F - MUSICIAN * PALMIST (R) « Mariette » Yvonne                                                         |                                                                                               |
| Georges Bégué MC                                                             | 22.11.1911 18.12.1993   | F - AUTOGIRO * BOMBPROOF (R) « Georges 1 » Georges Noble                                               |                                                                                               |
| Robert Benoist F ; Val. 11/104                                               | 20.03.1895 09.09.1944   | (1) F - CHESTNUT * (membre) « Lionel ? » Sébastien II (2) F - CLERGYMAN * (C) « Lionel » (3) id.       |                                                                                               |
| Joe Benoit Joseph Henri Adélard Benoit CAN.                                  |                         | F - SILVERSMITH * BARNSTORMER « Boris »                                                                | Capt. (revenu)                                                                                |
| Walter Albert Benstead UK                                                    |                         | F - Mission CUT-THROAT * BUCANNEER « Barberousse »                                                     | Lieut. (revenu)                                                                               |
| Adrien Paul Léon Berge                                                       |                         | F - WRESTLER * STAYER « Tutur »                                                                        | (revenu)                                                                                      |
| Ernest Paul Bernard F                                                        |                         | F - AUTOGIRO * « Jean »                                                                                | Lieut. (survécu)                                                                              |
| Victor Bernard F                                                             |                         | Mission sur Carantec, 1940                                                                             |                                                                                               |
| Louis Bertheau Val. 12/104                                                   | 18.11.1919 07.05.1945   | F - AUTHOR * (R) « Pélican »                                                                           |                                                                                               |
| Raphaël Beugnon F                                                            |                         | F - BEGGAR * BILLSTICKER « Hugo »                                                                      | Lieut. (revenu)                                                                               |
| René Bichelot F                                                              |                         | (1) F - PARSON (2) F - SCHOLAR * BAGPIPER « Alvar » Bertrand, Raymond Bachelier (3) Force 136          |                                                                                               |
| Gustave Biéler CAN. surnommé « Guy » ou « Commandant Guy » Val. 13/104       | 26.03.1904 05.09.1944   | F - MUSICIAN *(C) « Guy » Guy Morin, Maurice Alfred Léger, Blanc                                       |                                                                                               |
| Emanuel Bierer                                                               | 1884                    | |                                                                                               |
| Helen Bierer Helen Anna Agate Thormann                                       | 1885                    | |                                                                                               |
| Charles Birch UK                                                             |                         | F - Mission SCULLION 2 * « Charles » Donald                                                            | Sgt. (revenu)                                                                                 |
| Edward George Alfred Bisset UK                                               |                         | F - Mission TILLEUL * « Adjacent »                                                                     | Cpt. (tué)                                                                                    |
| Thomas Geoffrey Blackwell US                                                 |                         | F - FOOTMAN * BLOWER « Bénédicte »                                                                     | Lieut.                                                                                        |
| André Bloch UK Val. 14/104                                                   | 12.1941 (?)             | F - AUTOGIRO * DRAFTSMAN (R) « Georges IX » Couv. : A. G. Boyd, André Jean Bernard                     |                                                                                               |
| André Pierre Bloch                                                           |                         | F - FREELANCE * BONESTTER « Boétie »                                                                   | (revenu)                                                                                      |
| Denise Bloch F Val. 15/104                                                   | 21.01.1916 ? 05.02.1945 | (1) F - DETECTIVE - (Co) (2) F - CLERGYMAN * SECRETARY (Co + R) « Ambroise »                           |                                                                                               |
| Michel Georges Bloch US                                                      |                         | F - CORSICAN * BONESETTER « Gabriel »                                                                  | Lieut. (échappé)                                                                              |
| Vernon Elliot Blomfield UK                                                   |                         | F - Mission BERGAMOTTE * « Density »                                                                   | Major                                                                                         |
| Louis Alfred Blondet F                                                       |                         | F - CLERGYMAN * OSTLER (I) « Valérian »                                                                | 05.01.44 (échappé)                                                                            |
| Marcus Bloom UK ; Val. 16/104                                                | 24.09.1907 06.09.1944   | F - PRUNUS * BISHOP (R) « Urbain »                                                                     |                                                                                               |
| Nicolas Bodington UK OBE                                                     | 06.06.1904 03.07.1974   | F - PEDLAR * GAMEKEEPER « Jean » Paul                                                                  |                                                                                               |
| Jeanne Bohec                                                                 |                         | RF - FANTASSIN * « Pinasse »                                                                           | 29.02/01.03.44 (par.) Présente à l'arr. des alliés.                                           |
| Jacques François Boissière UK+F                                              |                         | F - GLOVER * BIRDMAN « Boccace »                                                                       | Lieut.                                                                                        |
| Robert Boiteux (puis Burdett) ; UK+F                                         |                         | (1) F - SPRUCE * GARDENER « Nicolas » (2) F - GARDENER * (C) « Firmin »                                |                                                                                               |
| Henri Borosh UK                                                              |                         | (1) DF - VIC * (R) (2) F - SILVERSMITH * (C) « Marius » Maurice, Hippolyte                             | Capt. (revenu)                                                                                |
| Andrée Borrel CG ; Val. 17/104                                               | 18.11.1919 06.07.1944   | F - Prosper PHYSICIAN * WHITEBEAM (Co) « Denise » Monique                                              |                                                                                               |
| Robert Charles Boucart                                                       |                         | F - Mission VAUCLUSE * « Hors-bord »                                                                   | Capt. (revenu)                                                                                |
| André Bouchardon F                                                           |                         | F - SACRISTAN * JOINER « Narcisse » Michel                                                             | Lieut. (échappé)                                                                              |
| Anne-Marie Boudaliez                                                         | 17.07.1920 11.01.2015   | DF - VAR * (Co) Zone : traversée de Bretagne aux Cornouailles                                          |                                                                                               |
| Jean Bouguennec (sous le nom de Francis Garel) ; F Val. 18/104               |                         | F - BUTLER * (C) « Max »                                                                               |                                                                                               |
| Armand Bouvier                                                               |                         | F - WOODCUTTER * (R)                                                                                   |                                                                                               |
| Boyd : voir A. G. Bloch                                                      |                         | |                                                                                               |
| Michel Brault                                                                |                         | Mouvement COMBAT RF Miklos, Jérôme                                                                     |                                                                                               |
| Arthur Vivien Breen UK                                                       |                         | F - PEDAGOGUE * BEACHCOMBER « Bruno »                                                                  | Flt/Lt (revenu)                                                                               |
| Tony Brooks UK                                                               | 04.04.1922 19.04.2007   | F - PIMENTO * (C) « Alphonse »                                                                         |                                                                                               |
| Alain Jean René Maze Sencier de Brouville (ou Maze-Sencier de Brouville) ; F |                         | F - TREASURER * « Théodule »                                                                           | Capt. (revenu)                                                                                |
| Albert Browne-Bartroli UK                                                    | 1967                    | F - DITCHER * (C) « Tiburce »                                                                          |                                                                                               |
| Herbert Brücker US                                                           |                         | F - HERMIT * BOATSWAIN (R) « Sacha » Hubert                                                            |                                                                                               |
| Robert George Bruhl F                                                        |                         | F - PERMIT * BANDIT « Barnabé » Beaumestre                                                             | Lieut. (revenu)                                                                               |
| Noël Burdeyron F                                                             |                         | (1) F - AUTOGIRO * « Gaston » Norman F. Burley (2) F - GREENHEART                                      |                                                                                               |
| Jacques Bureau                                                               |                         | F - Prosper PHYSICIAN * (technicien radio)                                                             |                                                                                               |
| Norman F. Burley voir Noël Burdeyron                                         |                         | F - AUTOGIRO                                                                                           |                                                                                               |
| Christopher Burney UK                                                        | 1917 1980               | F - AUTOGIRO * YEW « Charles »                                                                         |                                                                                               |
| Sonya Butt ép. d'Artois                                                      |                         | F - HEADMASTER * BIOGRAPHER (Co) « Blanche »                                                           |                                                                                               |
| Muriel Byck UK ; Val. 19/104                                                 | 04.06.1918 23.05.1944   | F - VENTRILOQUIST * BENEFACTRESS (R) « Violette »                                                      |                                                                                               |
| Robert Byerly US ; Val. 20/104                                               |                         | F - SURVEYOR * BIOLOGIST (R) « Gontrand »                                                              |                                                                                               |

## C
- Haut – A
- B
- C
- D
- E
- F
- G
- H
- I
- J
- K
- L
- M
- N
- O
- P
- Q
- R
- S
- T
- U
- V
- W
- X
- Y
- Z

| Identité                                                                           | Dates                                         | Rôle | Parcours |
| ---------------------------------------------------------------------------------- | --------------------------------------------- | --- | --- |
| Nom Nom état civil ; nationalité Distinctions                                      | naissance décès                               | Section - Réseau * Code Opérationnel (Fonction) « Nom de guerre » Alias | Emploi antérieur : Grade, origine, ... Jalons des activités de l'agent pour le SOE sort final                                         |
| Aylmer Evelyn Cameron UK                                                           |                                               | F - FIREMAN * CALCULATOR « Cléon » | Lieut. (retourné) |
| Francis Cammaerts UK DSO, CG, LH                                                   | 16.06.1916 03.07.2006                         | (1) F - DONKEYMAN * « Roger » (2) F - JOCKEY * (C) « Roger » | |
| Alexander Peter Patriock Campbell UK Fiche Roll of honor                           |                                               | F - FIREMAN * CHIROPODIST « Clément » | Lieut (revenu) |
| Éric Cauchi UK (et/ou F ?) ; Val. 21/104                                           | 11.08.1917 29.01.1944                         | F - STOCKBROKER * MESSENGER « Pedro » Caudron, Jean ; faux papiers : Desbois | |
| Roger Mark Caza Can.                                                               |                                               | F - PIMENTO * PRELATE (R) « Emmanuel » | Lieut. (revenu) |
| William John Chalk                                                                 | 1899                                          | | |
| Fergus Camille Yeatman Chalmers Wright UK                                          |                                               | F - DONKEYMAN * SOLICITOR « Chalk » | Capt. (revenu) |
| Robert Chapman Robert Arthur Chapman                                               | 1901                                          | | |
| Pierre Charié                                                                      | 14.01.1915 12.03.1973                         | F - HISTORIAN * (2nd) puis (C) alias Étienne Leblanc | |
| Blanche Charlet UK                                                                 | 23.05.1893                                    | F - VENTRILOQUIST * (Co) « Christiane » | |
| Gabriel Chartrand Can.                                                             |                                               | (1) : F - SALESMAN I * MESMERIST « Dieudonné » (2) : F - BUTLER * MESMERIST « Dieudonné »                                                                                                   | |
| Pierre Charié                                                                      | 14.01.1915 12.03.1973                         | F - HISTORIAN * (2nd) puis (C) alias Étienne Leblanc | |
| Auguste Ernest Chevalier UK F                                                      | 27.01.1904 Paris XIV° 11.01.1980 Trébons (65) | F Aka Alguillon, Aka Butel * « Bernard » | Agent de Pierre MESSMER - Mission en côte d'Ivoire Entrée: 01 Janvier 1939 - Sortie: 31 Décembre 1946. Reference: HS 9/306/1 (revenu) |
| Arthur Christie                                                                    | 1921 2003                                     | | |
| Peter Churchill UK (sans rapport de parenté avec Winston Churchill)                | 14.01.1909 01.05.1972                         | (1) : Mission WILLOW (évaluation CARTE) (2) : F - SPINDLE * (C) « Michel », puis « Raoul » Papiers : Pierre Chauvet, puis Pierre Chambrun                                                   | |
| Marcel Clech F Val. 22/104                                                         | 11.10.1905 24.03.1944                         | (1) F - MONKEYPUZZLE * GROOM (R) « Bastien' » (?) (2) F - INVENTOR * (R) « Georges 60 » (?) André, Pierre                                                                                   | |
| Georges Clément UK ; Val. 23/104                                                   | 20.11.1917 06.09.1944                         | F - PARSON * DRIVER « Édouard » | |
| Maurice Rémy Clément F                                                             |                                               | F - FARRIER * JURYMAN « Marc » Auger | Flt/Lt (revenu) |
| Albert Cohen UK                                                                    |                                               | F - FOOTMAN * CABBY « Camille » | Lieut. (revenu) |
| Gaston Cohen UK Changt de nom après guerre : Gaston Collin                         | 10.10.1918 04.05.2007                         | (1) F - JUGGLER * WATCHMAKER (R) « Justin » (2) F - GARDENER * (R) « Horace » | |
| Jean Henri Coleman UK                                                              | 29.07.1908 21.05.1982                         | F - ACOLYTE * CHORISTER « Victor » | Lieut. (revenu) |
| Joseph Albert Howard Collette US                                                   |                                               | F - SALESMAN * COLLECTOR « Carlos » | Lieut. (revenu) |
| Gaston Collin : voir Gaston Cohen                                                  |                                               | | |
| George Connerade George Auguste Joseph Louis Connerade                             | 27.01.2006                                    | F - Mission HOUSEKEEPER * CALDER « Jacquot » | |
| Adrien Conus F                                                                     |                                               | F - Mission EUCALYPATUS * « Volume » | Capt. (échappé) |
| Adolphus Richard Cooper                                                            | 1899                                          | | |
| Ted Coppin UK Val. 24/104                                                          | 20.05.1915                                    | F - DONKEYMAN * BAY « Olivier » « Gilles » (ou Giles ?) | |
| Charles Henri Lucien Corbin F                                                      |                                               | F - CARVER * « Allyre » | Capt. (revenu) |
| Aimée Corge                                                                        |                                               | RF - (?) * « Hélène » | CAF 11.09.44 (par.) présente à l'arrivée des alliés                                                                                   |
| Yvonne Cormeau née Biesterfeld ; UK ép. : (1) Cormeau ; (2) Farrow MBE, LH, CG, MR | 18.12.1909 25.12.1997                         | F - WHEELWRIGHT * FAIRY (Co ou R) « Annette » | |
| Robert Adrien Joseph Antonio Cormier US                                            |                                               | F - PEDLAR * « Bob » | Lieut. |
| Henri Cornioley                                                                    |                                               | F - SHIPWRIGHT * « Henri » | (revenu) |
| Roger Cottin Roger Albert Cotton-Burnett ; UK                                      | 31.05.1903                                    | F - AUTOGIRO * (A) « Albert » Roger les cheveux blancs | |
| Émile René Counasse                                                                |                                               | F - VENTRILOQUIST * CALLBOY « Caton » | (survécu) |
| Benjamin Cowburn (Ben) ; UK                                                        |                                               | (1) F - TINKER (?) * BLACKTHORN (C) « Benoît » (2) F - TINKER I * BLACKTHORN (C) « Valérien » (3) F - TINKER II * BLACKTHORN (C) « Germain » (4) F - TINKER III * BLACKTHORN (C) « Gérard » | |
| Jean de la Croix F                                                                 |                                               | F - Mission EUCALYPTUS * « Delpech » | Lieut. (revenu) |
| Pierre Culioli F ;                                                                 | 20.07.1912 19.08.1994                         | F - Prosper PHYSICIAN * (ADOLPHE) | |
| William Cunningham UK                                                              |                                               | F - Mission DRESSMAKER * « Paul » de Bono | Lieut. |

## D
- Haut – A
- B
- C
- D
- E
- F
- G
- H
- I
- J
- K
- L
- M
- N
- O
- P
- Q
- R
- S
- T
- U
- V
- W
- X
- Y
- Z

| Identité                                                        | Dates                 | Rôle                                                                                         | Parcours                                                                                      |
| --------------------------------------------------------------- | --------------------- | -------------------------------------------------------------------------------------------- | --------------------------------------------------------------------------------------------- |
| Nom Nom état civil ; nationalité Distinctions                   | naissance décès       | Section - Réseau * Code Opérationnel (Fonction) « Nom de guerre » Alias                      | Emploi antérieur : Grade, origine, ... Jalons des activités de l'agent pour le SOE sort final |
| Madeleine Damerment F Val. 25/104                               | 11.11.1917 10.09.1944 | F - BRICKLAYER * DANCER (Co) « Solange »                                                     |                                                                                               |
| John Danby : voir Jean Renaud-Dandicolle.                       |                       |                                                                                              |                                                                                               |
| David M. Surrey Dane                                            |                       | F - SHIPWRIGHT * « Dodo »                                                                    | Lieut. SAS (revenu)                                                                           |
| William Daniels William Hawk Daniels ; AUS                      |                       | F - FOOTMAN * DEALER « Dick »                                                                | Capt. (revenu)                                                                                |
| George Darling                                                  |                       | F - Prosper PHYSICIAN * « George »                                                           | (tué)                                                                                         |
| Jim Davies                                                      |                       |                                                                                              | Major                                                                                         |
| Gérard Dedieu F                                                 |                       | F - PERMIT * « Jérôme »                                                                      | Lieut. (revenu)                                                                               |
| Marcel Defence UK ; Val. 26/104                                 |                       | F - SCIENTIST * WEAVER « Dédé »                                                              |                                                                                               |
| Alphonse Defendini F ; Val. 27/104                              | 04.12.1919 14.09.1944 | F - PRIEST * (C) « Jules »                                                                   |                                                                                               |
| Peter Deman Erwin Peter Deman                                   | 30.04.1921 22.11.1998 | DF - VAR * (C) Zone : traversée de Bretagne aux Cornouailles                                 |                                                                                               |
| George Demand UK ; Val. 28/104                                  |                       | F - Missions SCULLION (1 et 2) * STEVEDORE « Edmonde »                                       |                                                                                               |
| François Deniset CAN Val. 29/104                                |                       | F - PHONO * MARINER (I) « Jean-Jacques »                                                     |                                                                                               |
| Henri Déricourt F                                               | 02.09.1909 20.11.1962 | F - FARRIER * (C) « Gilbert » puis « Claude »                                                |                                                                                               |
| Harry Marcel Richard Despaigne UK                               |                       | F - DETECTIVE * ASSASSIN « Richard » Ulysse                                                  | Capt. (revenu)                                                                                |
| Julien Detal Bel. ; Val. 30/104                                 |                       | F - DELEGATE * « Rodrigue »                                                                  |                                                                                               |
| Jean Deuve F                                                    | 1918 2008             | Force 136                                                                                    |                                                                                               |
| Elizabeth Devereaux-Rochester                                   |                       | F - MARKSMAN * TYPIST (Co) « Élizabeth »                                                     |                                                                                               |
| Henri Diacono UK                                                |                       | F - SPIRITUALIST * PLAYBOY (R) « Blaise »                                                    |                                                                                               |
| Sir Derek Dodson                                                |                       |                                                                                              |                                                                                               |
| Hugh Everard Joseph Dormer UK                                   |                       | F - Missions SCULLION (1 et 2) * HOUSEKEEPER « Paul »                                        | Lieut. (tué ou revenu ?)                                                                      |
| Roland Dowlen UK ; Val. 31/104                                  |                       | F - CHESTNUT * CHANDLER (R) « Achille » Richard                                              |                                                                                               |
| André Dubois F ; Val. 32/104                                    |                       | F - DONKEYMAN * LIGHTERMAN (R) « Hercule »                                                   |                                                                                               |
| Randall M. Dubois US                                            |                       | F - FREELANCE * « Charles »                                                                  | Lieut. (revenu)                                                                               |
| Georges Duboudin UK ; Val. 33/104                               | ? :1945               | (1) F - SPRUCE * (C) « Alain » (2) F - PLAYWRIGHT * (C) « Alain » Charles, John George Dolan |                                                                                               |
| A. J. R. Dubourdin : se reporter à Georges Duboudin, ci-dessus. |                       |                                                                                              |                                                                                               |
| Charles Joseph Duchalard Can.                                   |                       | F - PRUNUS * STONEMASON « Denis »                                                            | Lieut. (revenu)                                                                               |
| Gustave Duclos                                                  |                       | F - DIPLOMAT * DUSTMAN « Charles »                                                           | Lieutenant (revenu)                                                                           |
| Philippe Duclos MAU ; Val. 34/104                               | 1923 1944             | F - DELEGATE * STOCKMAN « Christian »                                                        |                                                                                               |
| Pierre Roger Duffoir F                                          |                       | F - RACKETEER * DIVER « Amédée »                                                             | Capt. (retourné)                                                                              |
| Lucien Dumais                                                   | 1904 10.06.1993       | (1) (pour info) SHELBURN, (réseau d’évasion rattaché au MI9) (2) F - DIPLOMAT                |                                                                                               |
| René Dumont-Guillemet F                                         | 05.04.1908 21.01.1976 | (1) F - INVENTOR * (2) F - SPIRITUALIST * (C) « Armand » Mickey, Conte                       |                                                                                               |
| Donald Jean William Dunton UK                                   |                       | F - AUTOGIRO * CYPRESS « Denis » Danton, Girard, Désiré, Cypress, Georges 35                 | Lieut. (retourné)                                                                             |
| Maurice Maxime Léon Dupont F                                    |                       | F - DIPLOMAT * (C) « Abélard » Yvan                                                          | Major (Cdt ?) (revenu)                                                                        |
| Louis Dupré F                                                   |                       | F - LICENCEE * « Léon »                                                                      | Lieut.                                                                                        |
| Martial Durand F                                                |                       | F - MASON * (R2)                                                                             |                                                                                               |
| René Dusacq US                                                  |                       | F - FREELANCE * DRUGGIST « Anselme »                                                         | Lieut. (revenu)                                                                               |
| Richard Raoul-Duval US                                          |                       | F - FREELANCE * DWELLER « Dorsay »                                                           | Lieut. (revenu)                                                                               |

## E
- Haut – A
- B
- C
- D
- E
- F
- G
- H
- I
- J
- K
- L
- M
- N
- O
- P
- Q
- R
- S
- T
- U
- V
- W
- X
- Y
- Z

| Identité                                      | Dates           | Rôle                                                                    | Parcours                                                                                      |
| --------------------------------------------- | --------------- | ----------------------------------------------------------------------- | --------------------------------------------------------------------------------------------- |
| Nom Nom état civil ; nationalité Distinctions | naissance décès | Section - Réseau * Code Opérationnel (Fonction) « Nom de guerre » Alias | Emploi antérieur : Grade, origine, ... Jalons des activités de l'agent pour le SOE sort final |
| Sam Jean Edelist                              | 1913 1967       | F - ALIAS "BURESI "agent de liaison SOE Bataillon armagnac*             | Garde du corps de George Starr, puis versé dans l'armée de l'air française.                   |
| James Edgar                                   |                 | F - Mission TILLEUL * « Crétois »                                       | (revenu)                                                                                      |
| (Dr) Albert Eskenazi UK                       |                 | F - Mission DRESSMAKER * FINANCIER                                      | Lieut. (revenu)                                                                               |
| Jean Eymond F                                 |                 | F - VENTRILOQUIST * ENVOY « Esteban »                                   | Aspir. (revenu)                                                                               |

## F
- Haut – A
- B
- C
- D
- E
- F
- G
- H
- I
- J
- K
- L
- M
- N
- O
- P
- Q
- R
- S
- T
- U
- V
- W
- X
- Y
- Z

| Identité                                         | Dates                 | Rôle | Parcours                                                                                      |
| ------------------------------------------------ | --------------------- | --- | --------------------------------------------------------------------------------------------- |
| Nom Nom état civil ; nationalité Distinctions    | naissance décès       | Section - Réseau * Code Opérationnel (Fonction) « Nom de guerre » Alias                                             | Emploi antérieur : Grade, origine, ... Jalons des activités de l'agent pour le SOE sort final |
| John Hind Farmer UK                              |                       | F - FREELANCE * (C) « Hubert »                                                                                      | Major (revenu)                                                                                |
| Roger Louis Faucher US                           |                       | F - FREELANCE * FOREMAN (R) « François »                                                                            | Lieut. (revenu)                                                                               |
| Adolph Feingold Pol.                             |                       | F - Mission TUTOR * CLOWN « Tutor »                                                                                 | Lieut.(revenu)                                                                                |
| Eugene Francis Felangue voir Eugène Levene       |                       | |                                                                                               |
| Robert J. Rull Fernandez UK                      |                       | F - Mission ALPES MARITIMES * « Rudolf »                                                                            | Sg/Major (revenu)                                                                             |
| Xan Fielding UK DSO                              | 26.11.1918 19.08.1991 | F - Mission ALPES MARITIMES * « Cathédrale »                                                                        |                                                                                               |
| Jack Thorez Fincken UK                           |                       | F - AUTOGIRO * HORNBEAM « Jean »                                                                                    | Lieut. (lib., Colditz) (survécu)                                                              |
| David Finlayson UK ; Val. 35/104                 |                       | F - LIONTAMER * FRIAR (R) « Guillaume »                                                                             |                                                                                               |
| Ernest Floege US                                 |                       | F - SACRISTAN * (C) « Alfred » puis « Pascal » commandant Paul, Paul-Frédéric Fontaine                              |                                                                                               |
| Auguste Floiras F                                |                       | F - JOCKEY * SADDLER (R) « Albert »                                                                                 | Capt.(échappé)                                                                                |
| Raymond Flower UK                                |                       | F - MONKEYPUZZLE * (C) « Gaspar »                                                                                   |                                                                                               |
| Yolande Fontaine ép. Dumont                      |                       | F - MINISTER * FLORIST (Co) « Mimi »                                                                                | FANY 1943 (recrutée en F.) 25.03.44 (ent., bat.) Fin été 44 (rentrée en Angleterre)           |
| Yvonne Fontaine ép. Fauge F                      |                       | F-TINKER « Nénette» F-MINISTER « Mimi »                                                                             | directrice d'une entreprise de teinture et de nettoyage à sec 1943, coursière (survécu)       |
| John Francis Anning Forster UK                   |                       | F - Mission BERGAMOTTE * « Équerre »                                                                                | Major                                                                                         |
| Pierre Fourcaud                                  |                       | RF - SPHERE |                                                                                               |
| Julien de Fourneaux René Julien de Fourneaux ; F |                       | F - LICENCEE * DAIRYMAN « Daniel »                                                                                  | Lieut.                                                                                        |
| Jean Maurice Charles Fournier                    |                       | F - Mission UNION 111 * « Autruche »                                                                                | Lieut. (sort inconnu)                                                                         |
| Marcel Fox F Val. 36/104                         | 22.03.1910 29.03.1945 | (1) F - SPRUCE * (2nd) « Georges » (2) F - PUBLICAN * (C) « Ernest »                                                |                                                                                               |
| Henri Frager Val. 37/104                         | 03.03.1897 12.10.1944 | (1) Réseau CARTE - officier d'état-major - « Louba » (2) F - DONKEYMAN * ARCHITECT (C) « Paul » puis « Jean-Marie » |                                                                                               |
| Louis Francou Belge                              |                       | T - Opération BULLFROG * « Bullfrog »                                                                               | Arrêté et évadé deux fois au cours de l'opération. Son Offr de transmissions : Gofer          |
| Edgar Lee Fraser F+Can.                          |                       | F - SALESMAN * FURRIER                                                                                              | Lieut. (revenu)                                                                               |
| Henri Fucs Rou                                   |                       | F - HERMIT * FLUNKY (2nd) « Abel » Fourneaux, André la béquille                                                     |                                                                                               |

## G
- Haut – A
- B
- C
- D
- E
- F
- G
- H
- I
- J
- K
- L
- M
- N
- O
- P
- Q
- R
- S
- T
- U
- V
- W
- X
- Y
- Z

| Identité                                        | Dates                 | Rôle | Parcours                                                                                      |
| ----------------------------------------------- | --------------------- | --- | --------------------------------------------------------------------------------------------- |
| Nom Nom état civil ; nationalité Distinctions   | naissance décès       | Section - Réseau * Code Opérationnel (Fonction) « Nom de guerre » Alias | Emploi antérieur : Grade, origine, ... Jalons des activités de l'agent pour le SOE sort final |
| David Gagliardi F                               |                       | F - Mission BERGAMOTTE * « Blond » Léon, Congolais | Sergt (revenu)                                                                                |
| Yvan Henri Gaillard F                           |                       | F - VENTRILOQUIST *- HOTELIER « Vincent » | Lieut.(revenu)                                                                                |
| Pierre Gaillard                                 |                       | F - Mission EUCALYPTUS * « Touareg » | Lieut. (revenu)                                                                               |
| Henri Gaillot Bel. ; Val. 38/104                |                       | F - PARSON * DEACON (A) « Ignace » Guillaumet |                                                                                               |
| Jean-Louis de Ganay F                           |                       | F - DIETICIAN * « Rigobert » | Lieut. (revenu)                                                                               |
| F. Garel : voir J. Bouguennec                   | 1909 1944             | |                                                                                               |
| Henri Garry Val. 39/104                         | 21.04.1909 09.09.1944 | F - PHONO * (C) « Phono » |                                                                                               |
| Pierre Geelen Bel. ; Val. 40/104                | 24.06.1916 14.09.1944 | F - LABOURER * GRINDER (R) « Pierre » Pierre Garde |                                                                                               |
| Émile Marc Gerschel F                           |                       | F - DIGGER * GLEANER « Gilbert » | Capt. (revenu)                                                                                |
| Giliana Gerson Giliana Balmaceda                |                       | DF | fin mai 41 (entrée) fin juin 41 (ret. via Espagne).                                           |
| Victor Gerson UK                                |                       | DF * VIC (C) « René » |                                                                                               |
| Marguerite Gianello                             |                       | RF - PÉRITOINE (?) « Lancel » | CAF 01/02.09.44 (par.) présente à l'arrivée des alliés                                        |
| Curtenius Gillette US                           |                       | F - GLOVER * GASTRONOMIST « Giuseppe » | Lieut. (revenu)                                                                               |
| André Girard                                    |                       | F - SPINDLE * « Carte » |                                                                                               |
| Pierre-Raymond Glaesner F                       |                       | F - HEADMASTER * LITIGANT « Alcide » Legarde | Lieut. (revenu)                                                                               |
| Paul Goffin Belge                               | 26.06.1915 1967/1968  | T - Mission BULLFROG * « GOFER » Mai à Sep 43 T - Réseau EDOUARD * « LAWRENCE » Jun à Oct 44 ; son chef JESCHKE Extrême-Orient * Avr à Jun 45 ; préparation de missions en Birmanie et Malaisie | Mission EDOUARD interrompue à la suite de l'avance rapide des Alliés Capt SOE                 |
| Paul Goillot                                    |                       | |                                                                                               |
| John Gilbert Goldsmith John Gilbert Goldsmith   |                       | F- ATTORNEY * « Valentin » Adrien, Acolyte | Lieut. (échappé)                                                                              |
| Jean Gorodiche F                                |                       | F - Mission BERGAMOTTE * « Granville » Curviligne | Cdt. (survécu)                                                                                |
| Harry Graham Val. 41/104                        |                       | F - Mission SCULLION 2 * « Henri » Berneau |                                                                                               |
| Lee Graham                                      |                       | F | (délivré camps de conc.)                                                                      |
| Donald Ernest Farrance Green UK                 |                       | F - Mission UNION 111 * « Progression » | Major                                                                                         |
| Josiane Gros Josiane Somers                     | 17.12.1925 01.06.2010 | RF - CÔNE * « Vénitien » | CAF 06/07.07.44 (par.) présente à l'arrivée des alliés                                        |
| William Grover-Williams UK (et F ?) Val. 42/104 | 16.01.1903 18.03.1945 | F - CHESTNUT * (C) « Sébastien » Vladimir, Lelong |                                                                                               |
| Eugénie Gruner Eugénie Le Berre                 |                       | RF - RECTANGLE * « Bulgare » | 10/11.08.44 (Hud.) présente à l'arrivée des alliés                                            |
| Armel Guerne CH                                 | 01.04.1911 09.10.1980 | F - Prosper PHYSICIAN * (2nd) « Gaspard » Mr Planche (44) |                                                                                               |
| Jean-Claude Guiet US                            |                       | F - SALESMAN * GUARDIAN (R) « Virgile » Guardian, Brave | Lieut. (revenu)                                                                               |
| René Jean Guiraud US                            |                       | F - GLOVER * « André » | Lieut. (échappé)                                                                              |
| Howard Gunn UK                                  |                       | F - Mission ALPES MARITIMES * « Bambos » | Major (revenu)                                                                                |
| Philippe de Gunzbourg F                         |                       | (1) F - PRUNUS * « Philibert » (2) F - WHEELWRIGHT * « Philibert » |                                                                                               |

## H
- Haut – A
- B
- C
- D
- E
- F
- G
- H
- I
- J
- K
- L
- M
- N
- O
- P
- Q
- R
- S
- T
- U
- V
- W
- X
- Y
- Z

| Identité                                         | Dates                 | Rôle | Parcours                                                                                      |
| ------------------------------------------------ | --------------------- | --- | --------------------------------------------------------------------------------------------- |
| Nom Nom état civil ; nationalité Distinctions    | naissance décès       | Section - Réseau * Code Opérationnel (Fonction) « Nom de guerre » Alias | Emploi antérieur : Grade, origine, ... Jalons des activités de l'agent pour le SOE sort final |
| Jean-Marie Emmanuel van Haellebroucq UK          |                       | F - TINKER * HAWTHORN « Yves » | Lieut. 05.01.44 (échappé)                                                                     |
| Virginia Hall US ; ép. Goillot MBE, DSC          | 06.04.1906 14.07.1982 | (1) SOE : F - HECKLER * GEOLOGIST 5 (C) « Marie » Brigitte Lecontre, Germaine, Marie Monin, Mary Hall, la Madone, Camille, Artémis Base : Vichy, puis Lyon (Grand Nouvel Hôtel, 11 rue Grolée). (2) OSS : Mission HECKLER/SAINT * « Diane » |                                                                                               |
| John Hamilton UK ; Val. 43/104                   | 1907 1944             | F - TOBACCONIST * (C) « François » |                                                                                               |
| Percy John Harratt UK                            |                       | F - PEDLAR * « Peter » | Capt. (revenu)                                                                                |
| Margaret Hasluck MBE                             | 18.06.1885 18.10.1948 | Section Albanaise |                                                                                               |
| Wendell Morse Hastings US                        |                       | F - Mission CUT-THROAT * HAWKER « Humbert » | Lieut. (revenu)                                                                               |
| Charles Hayes UK ; Val. 44/104                   |                       | F - SCIENTIST * PRINTER « Yves » |                                                                                               |
| Jack Hayes UK ; MC, MR.                          | 26.12.1904            | (1) F - Mission CORSICAN (2) F - Raid SCULLION 1 (3) F - HELMSMAN * (C) « Victor » |                                                                                               |
| Victor Hazan Victor Hyam Hazan ; UK              | 30.08.1915 06.12.2008 | F - SPINDLE * CAMELIA (I) « Gervais » |                                                                                               |
| René L. L. Hebert F                              |                       | F - Mission VAUCLUSE * « Corvette » | Lieut. (revenu)                                                                               |
| A. Germaine Heim                                 |                       | RF - PÉRIMÈTRE * (C) « Danubien » | CAF 05/06.07.44 (par.) présente à l'arrivée des alliés                                        |
| Oscar Heimann F                                  |                       | F - Mission BOOKMAKER * « Anton » | 2ndLt. (revenu)                                                                               |
| Roger Henquet US                                 | 15.07.1905            | F - HERMIT * (C) « Robert » Roland (pour les résistants) |                                                                                               |
| Mary Herbert UK                                  |                       | F - SCIENTIST * JEWELLER (Co) « Claudine » Marie-Louise (?) |                                                                                               |
| Richard Héritier                                 |                       | RF | rescapé des camps de conc.                                                                    |
| Richard Heslop UK                                | 23.01.1907 17.01.1973 | (1) F - PRIVET * (2nd) « Fabien » (2) Mission CANTINIER (m. exploratoire fr.-brit.) (3) F - MARKSMAN * MAHOGANY (C) « Xavier » Garrat, Lejeune                                                                                              |                                                                                               |
| W. George Hicks                                  |                       | F - DITCHER * « Thomas » | (revenu)                                                                                      |
| George Hiller UK                                 | 15.12.1916 27.11.1972 | F - FOOTMAN * (C) « Maxime » |                                                                                               |
| Norman Hinton                                    |                       | F - BOOKMAKER * « Noël » | (revenu)                                                                                      |
| Jacques François Gustave Hirsch F                |                       | F - SHIPWRIGHT * « Arthur » | Lieut. (survécu)                                                                              |
| Pierre Hirsch                                    |                       | F - SHIPWRIGHT * RAINCOAT « Papaul » | (survécu)                                                                                     |
| Marcel Homet Marcel Françoise Raphael Homet      | 1897                  | |                                                                                               |
| John Vincent Houseman John Vincent Houseman ; UK |                       | F - Mission EUCALYPTUS REflexion | Capt. (revenu)                                                                                |
| Desmond Hubble                                   | 1910 1944             | |                                                                                               |
| Sydney Hudson UK ; DSO and Bar, CG               |                       | (1) F - HEADMASTER * (C ?) « Simon » (2) F - HEADMASTER *(C) « Albin » Marc |                                                                                               |
| André Hunter Alfred Hue UK                       |                       | F - HILLBILLY * « Fernand » | Capt. (revenu)                                                                                |
| Bentley Cameron Hunter                           |                       | F - Mission UNION 111 * « Dalmatique » | (revenu)                                                                                      |
| Louis Gerald Varet Hyde US                       |                       | F - GLOVER * HOSIER « Frédéric » | Lieut. (revenu)                                                                               |
| Max Hymans FR                                    | 02.03.1900 07.03.1961 | « Frédéric » Maximence |                                                                                               |

## I
- Haut – A
- B
- C
- D
- E
- F
- G
- H
- I
- J
- K
- L
- M
- N
- O
- P
- Q
- R
- S
- T
- U
- V
- W
- X
- Y
- Z

| Identité                                        | Dates                 | Rôle                                                                    | Parcours                                                                                      |
| ----------------------------------------------- | --------------------- | ----------------------------------------------------------------------- | --------------------------------------------------------------------------------------------- |
| Nom Nom état civil ; nationalité Distinctions   | naissance décès       | Section - Réseau * Code Opérationnel (Fonction) « Nom de guerre » Alias | Emploi antérieur : Grade, origine, ... Jalons des activités de l'agent pour le SOE sort final |
| Noor Inayat Khan UK ; GC, MBE, CG ; Val. 45/104 | 01.01.1914 13.09.1944 | F - PHONO * NURSE (R) « Madeleine »                                     |                                                                                               |

## J
- Haut – A
- B
- C
- D
- E
- F
- G
- H
- I
- J
- K
- L
- M
- N
- O
- P
- Q
- R
- S
- T
- U
- V
- W
- X
- Y
- Z

| Identité                                      | Dates                 | Rôle                                                                                           | Parcours                                                                                      |
| --------------------------------------------- | --------------------- | ---------------------------------------------------------------------------------------------- | --------------------------------------------------------------------------------------------- |
| Nom Nom état civil ; nationalité Distinctions | naissance décès       | Section - Réseau * Code Opérationnel (Fonction) « Nom de guerre » Alias                        | Emploi antérieur : Grade, origine, ... Jalons des activités de l'agent pour le SOE sort final |
| Christophe Janyk                              |                       | F - JOCKEY * JUMPER (R) « Georges »                                                            | (libéré camps de conc.)                                                                       |
| André Jarrot                                  |                       | RF * « Goujon »                                                                                |                                                                                               |
| Marcel Jaurant-Singer F                       |                       | F - MASON * SHAREHOLDER (R) « Flavian »                                                        | Capt. (revenu)                                                                                |
| Alan William Jickell UK                       |                       | F - SPRUCE * PUBLISHER « Gustave » Anatole                                                     | Lieut. (revenu)                                                                               |
| Peter Johnsen                                 |                       |                                                                                                |                                                                                               |
| Denis Johnson US                              | 02.05.1918 1993       | F - MARKSMAN * POET « Gaël »                                                                   |                                                                                               |
| George Jones George Donovan Jones ; UK        |                       | F - HEADMASTER * LIME « Isidore » Gaston                                                       | Capt. 03.09.43 (échappé)                                                                      |
| Sydney Jones UK Val. 46/104                   |                       | F - INVENTOR * (C, I) « Félix » puis « Élie » Sylvain, Lejeune                                 |                                                                                               |
| Ginette Jullian UK                            |                       | (1) F - PERMIT * JANITRESS (R) « Adèle » (2) Mission près de Dijon dans une unité spéciale US. | Vol. FANY 07/08.06.44 (par.) Fin été 44 (rentrée en Angleterre)                               |
| Clément Jumeau UK ; Val. 47/104               | 14.09.1914 26.03.1944 | (1) F - mission CORSICAN * « Robert » (?) (2) F - REPORTER * (C) « Robert » (?)                |                                                                                               |

## K
- Haut – A
- B
- C
- D
- E
- F
- G
- H
- I
- J
- K
- L
- M
- N
- O
- P
- Q
- R
- S
- T
- U
- V
- W
- X
- Y
- Z

| Identité                                                           | Dates           | Rôle                                                                    | Parcours                                                                                      |
| ------------------------------------------------------------------ | --------------- | ----------------------------------------------------------------------- | --------------------------------------------------------------------------------------------- |
| Nom Nom état civil ; nationalité Distinctions                      | naissance décès | Section - Réseau * Code Opérationnel (Fonction) « Nom de guerre » Alias | Emploi antérieur : Grade, origine, ... Jalons des activités de l'agent pour le SOE sort final |
| Simon Kalifa F                                                     |                 | F - Mission TOPLINK « Paradiser » Solvay                                | Lieut. (revenu)                                                                               |
| John de Kerdral-Halsey John A. de Kerdral-Halsey ; UK              |                 | F - Mission ALPES MARITIMES « Lutrin »                                  | Capt. (revenu)                                                                                |
| Comte Alain de Kergorlay                                           |                 | RF - OVERCLOUD - (R) « Joew »                                           |                                                                                               |
| Darwin Kitch Darwin J. Kitch ; US                                  |                 | F - GLOVER « Carel »                                                    | Lieut. (revenu)                                                                               |
| Marguerite Knight Marguerite Diane Frances Knight ; UK ; ép. Smith |                 | F - DONKEYMAN - KENNELMAID (Co) « Nicole »                              | FANY 06/07.05.44 (par.) 16.09.44 (rentrée en Angleterre)                                      |
| William Knight William Barry Knight ; UK                           |                 | F - Mission SCULLION 1 - BAILIFF                                        | Lieut. (revenu)                                                                               |
| Andrzej Kowerski                                                   | 1912 1988       | Andrew Kennedy                                                          |                                                                                               |
| H. Krajewski                                                       |                 |                                                                         |                                                                                               |

## L
- Haut – A
- B
- C
- D
- E
- F
- G
- H
- I
- J
- K
- L
- M
- N
- O
- P
- Q
- R
- S
- T
- U
- V
- W
- X
- Y
- Z

| Identité                                               | Dates                 | Rôle | Parcours |
| ------------------------------------------------------ | --------------------- | --- | --- |
| Nom Nom état civil ; nationalité Distinctions          | naissance décès       | Section - Réseau * Code Opérationnel (Fonction) « Nom de guerre » Alias                                                     | Emploi antérieur : Grade, origine, ... Jalons des activités de l'agent pour le SOE sort final                                              |
| Paul-Émile Labelle Can.                                |                       | F - Mission VAUCLUSE * « Nartex »                                                                                           | Major (revenu) |
| Max Lafaye                                             | 14.09.1912 16.05.1986 | F - WHEELWRIGHT | Lieutenant P1 (Déporté BUCH-DORA - revenu)                                                                                                 |
| Peter Lake                                             | 30.01.1915 26.06.2009 | F - DIGGER * LIFTMAN « Basil » ou « Jean-Pierre »                                                                           | |
| Roger Landes                                           | 16.12.1916 16.07.2008 | (1) F - SCIENTIST * (R) « Stanislas » (2) F - ACTOR * (C) « Aristide » René, René Pol, René Charles, Robert, William Curtis | |
| Richard Lansdell Val. 48/104                           |                       | F - DONKEYMAN * PILGRIM « Oscar »                                                                                           | |
| George Langelaan UK                                    | 19.01.08 09.02.72     | F - UKULELE * « Marcel » (?) Georges Langdon                                                                                | |
| Richard Robert Langmaid UK                             |                       | F - Mission BERGAMOTTE * « Visigothe »                                                                                      | Cprl (revenu) |
| Jean Larcher George Louis Jean Larcher ; UK            |                       | F - Mission SCULLION 1 * DRESSMAKER « Albert »                                                                              | Lieut. (revenu) |
| Maurice Larcher UK (Maurice) ; Val. 49/104             | 08.07.1944            | F SCIENTIST (VERGER) * LINESMAN (R) « Vladimir » Capt. Maurice Langelade                                                    | |
| James Larosee                                          | 1900 1945             | F (?) - DIPLOMAT * LAYMAN « Estèphe »                                                                                       | (revenu) |
| Phillis Ada Latour UK                                  |                       | F - SCIENTIST * LAMPOONER (Co ou R) « Geneviève » ou SILVERSMITH ?                                                          | A/Sec/Of. WAAF 01/02 (ou 23/24 ?).05.44 (par.) Fin été 44 (rentrée en Angleterre)                                                          |
| Henri Laussucq                                         |                       | F - SAINT * « Aramis » | (revenu) |
| Madeleine Lavigne F                                    |                       | F - SILVERSMITH * LEVELLER (Co) « Isabelle »                                                                                | Vol. FANY 23/24.05.44 (par.) fév. 45 (décédée à Paris)                                                                                     |
| Henry Paul Le Chêne UK                                 |                       | F - PLANE * (C) « Victor »                                                                                                  | Major (revenu) |
| Marie-Thérèse Le Chêne UK                              |                       | F - PLANE * WISTERIA (Co) « Adèle »                                                                                         | Vol. FANY 31.10/01.11.42 (ent., fel.) 10.08.43 (rentrée en Angleterre, Hud.)                                                               |
| Pierre Le Chêne UK                                     |                       | F - SPRUCE * ASPEN - (R) « Grégoire »                                                                                       | Lieut. (survécu) |
| Jean Le Harivel UK                                     | 06.03.2006            | F - CORSICAN * [HICCUP ?] (R) « Georges 25 »                                                                                | |
| Marcel Leccia F ; Val. 50/104                          | 01.01.1911 09.09.1944 | F - LABOURER * (C) « Baudouin »                                                                                             | |
| Guillaume Lecointre F                                  |                       | F - ATTORNEY * LEVELLER « Guillaume »                                                                                       | Lieut. (revenu) |
| Georges E. Ledoux                                      |                       | RF | rescapé des camps de conc. |
| Jacques Ledoux UK+F ; Val. 51/104                      |                       | F - ORATOR * (C) « Homère »                                                                                                 | |
| Lionel Lee UK ; Val. 52/104                            | 24.06.1917 14.09.1944 | F - BRICKLAYER * MECHANIC « Thibaud »                                                                                       | |
| Louis Pippin Lee-Graham UK                             |                       | F - REPORTER * SURGEON « Félix »                                                                                            | Capt. (survécu) |
| Cecily Lefort Cecily Margot Mackenzie ; UK Val. 53/104 | 30.04.1900 01.05.1945 | F - JOCKEY * TEACHER (Co) « Alice »                                                                                         | |
| Louis Charles Maurice Lefrou de la Colonge F           |                       | F - AUTOGIRO * « Bernard »                                                                                                  | Lieut. (revenu) |
| Vera Leigh née Vera Eugenie Glass ; Val. 54/104        | 17.03.1903 1944       | (1) F - DONKEYMAN * (Co) (2) F - INVENTOR * ALMONER (Co) « Simone » Chavanne, Suzanne                                       | |
| Patrick Leigh Fermor DSO, OBE                          | 11.02.1915            | Grèce (?) | |
| R. Lencement F ; Commandeur de la LH                   | 02.05.1907 11.12.1993 | RF - Mission Copernic * (C)                                                                                                 | Contacts en Angleterre avec les services techniques de l'air et de l'armée de terre Fresnes, Buchenwald, Dora (rescapé des camps de conc.) |
| Maurice Lepage US ; Val. 55/104                        |                       | F - LIONTAMER * (C) « Colin » Lanis                                                                                         | |
| Richard Le Riche                                       |                       | F - DIPLOMAT | (revenu) |
| Robert Leroy                                           |                       | F - Mission FAÇADE * BUCKTHORN « Louis »                                                                                    | (revenu) |
| Jules Eugène Lesage Can.                               |                       | F - LACKEY * « Cosmo » | Capt. (survécu) |
| Edmond Lesout US ; Val. 56/104                         |                       | F - LIONTAMER * LENDER « Tristan » Lacroix                                                                                  | |
| Joël Le Tac                                            |                       | RF - OVERCLOUD * (C) « Joe »                                                                                                | |
| Yves Le Tac frère de Joël                              |                       | RF | (rescapé des camps de conc.) |
| Eugène Levene Eugène Francis Felangue ; Val. 57/104    | 14.06.1912 29.03.1945 | F - Mission SCULLION 1 * LAWYER « Boniface (?) » F - DONKEYMAN * LAWYER (I) « Boniface (?) »                                | |
| Philippe Liewer F                                      |                       | F - SALESMAN * (C) « Clément » Major Charles Staunton, Hamlet                                                               | |
| Joseph Gérard Litalien US                              |                       | F - DITCHER * LANDOWNER « Jacquot »                                                                                         | Sergt. (revenu) |
| 'John Patrick Alan Lodwick UK                          |                       | F - Mission BOOKMAKER * SURVEYOR « Arsène »                                                                                 | Lieut. (revenu) |
| Desmond Evelyn Longe UK                                |                       | F - Mission EUCALYPTUS * « Réfraction »                                                                                     | Major (revenu) |
| Edwin Lord US                                          |                       | F - FREELANCE * LISTENER « Léonce »                                                                                         | Major (revenu) |
| Maurice Alexandre Adolphe Lostrie F                    |                       | F - VENTRILOQUIST * « Alex »                                                                                                | Capt. (revenu) |
| Robert Lyon F                                          |                       | F - ACOLYTE * (C) « Adrien » Gilbert Calvert                                                                                | Capt. 16.07.42 (échappé) |

## M
- Haut – A
- B
- C
- D
- E
- F
- G
- H
- I
- J
- K
- L
- M
- N
- O
- P
- Q
- R
- S
- T
- U
- V
- W
- X
- Y
- Z

| Identité                                             | Dates                 | Rôle                                                                         | Parcours                                                                                      |
| ---------------------------------------------------- | --------------------- | ---------------------------------------------------------------------------- | --------------------------------------------------------------------------------------------- |
| Nom Nom état civil ; nationalité Distinctions        | naissance décès       | Section - Réseau * Code Opérationnel (Fonction) « Nom de guerre » Alias      | Emploi antérieur : Grade, origine, ... Jalons des activités de l'agent pour le SOE sort final |
| John Macalister Can. ; Val. 58/104                   | 19.07.1914 14.09.1944 | F - ARCHDEACON * PLUMBER (R) « Valentin »                                    |                                                                                               |
| George McBain UK ; Val. 59/104                       |                       | F - MUSICIAN * RHYMER « Cecil »                                              |                                                                                               |
| Ian J. Mackenzie UK                                  |                       | F - Mission TILLEUL * « Thermomètre »                                        | Major (revenu)                                                                                |
| Kenneth Yves Marcel Mackenzie UK                     |                       | F - GONDOLIER * MISOGYNIST « Baptiste »                                      | Capt. (revenu)                                                                                |
| Neil McLean Neil Loudon Desmond McLean DSO           | 1919 1986             | Mission CONSENSUS 11, « Billy »                                              |                                                                                               |
| William Macomber US                                  |                       | F - FREELANCE * MATCHMAKER « Médéric »                                       | Lieut. (revenu)                                                                               |
| Joseph Maetz F                                       |                       | F - STOCKBROKER * MULETEER « Milou »                                         | Lieut. (revenu)                                                                               |
| Amédée Maingard UK DSO, CBE, CG, LH,                 |                       | (1) F - STATIONER * (R) SHIPWRIGHT (2) F - SHIPWRIGHT * (C) « Samuel »       |                                                                                               |
| Stanislaw Makowski Pol. ; Val. 60/104                |                       | F - VENTRILOQUIST * MACHINIST « Dmitri » Maurice                             |                                                                                               |
| Bob Maloubier F                                      |                       | (1) F - SALESMAN * PORTER (I sabotage) « Clothaire » (2) Force 136           | Lieut. (survécu)                                                                              |
| Claude Malraux (demi-frère du romancier) Val. 61/104 |                       | F - SALESMAN * (2nd) « Cicero »                                              |                                                                                               |
| Gonzague Corbin de Mangoux F                         |                       | F - Mission VAUCLUSE * « Amict »                                             | Cdt. (revenu)                                                                                 |
| John Manolitsakis Gr                                 |                       | F - ACTOR * PROPHET « Cyriel »                                               | Lieut. (revenu)                                                                               |
| Joseph Marchand F                                    |                       | (1) F - SPRUCE * « Ange » (2) F - NEWSAGENT * (C) « Ange »                   |                                                                                               |
| Gus H March-Philipps DSO, MC, MBE                    |                       | DF - AQUATINT                                                                | 12.09.42 (tué)                                                                                |
| Cécile de Marcilly Cécile Pichard                    |                       | RF - [ADMR dans la région A] « Altesse »                                     | CAF 11/12.08.44 (par.) présente à l'arrivée des alliés                                        |
| André Marsac                                         |                       | F - CARTE * « End »                                                          |                                                                                               |
| André Martin                                         |                       |                                                                              |                                                                                               |
| Maurice Martin                                       |                       | F - BEGGAR * MAGICIAN « Adam »                                               | (revenu)                                                                                      |
| Victor Paul Martineau US                             |                       | F - VENTRILOQUIST * MERCER « Félix »                                         | Lieut. (revenu)                                                                               |
| Pierre Maurice Martinot US                           |                       | F - JOCKEY * MISSIONARY « Ulysse »                                           | (lib. camps de conc.) Capt. (survécu)                                                         |
| René Mathieu F ou US ? ; Val. 62/104                 | ? ?                   | F - STATIONER * MANUFACTURER (R) « Aimé » René Marie Milloy ; Roger Milhaud. |                                                                                               |
| Pierre Mattéi F                                      |                       | F - STATIONER * HUNTSMAN « Gaétan »                                          | Lieut. (lib. camps de conc.) (survécu)                                                        |
| André Maugenet F ; Val. 63/104                       |                       | F ACROBAT * THATCHER « Benoît » Rouvray                                      |                                                                                               |
| Jean Gérard Maury                                    |                       | F - WIZARD * MINSTREL « Arnaud »                                             | (revenu)                                                                                      |
| Edmund Mayer UK                                      |                       | F - FIREMAN * WARDER (2nd) « Maurice » Marie                                 |                                                                                               |
| James Mayer UK ; Val. 64/104                         |                       | F - ROVER * SEXTON « Frank »                                                 |                                                                                               |
| Percy Mayer UK                                       |                       | F - FIREMAN * (C) « Barthélémy » Galland                                     |                                                                                               |
| Dominique Armand Étienne Mendelsohn F                |                       | F - DETECTIVE * BROCKER « Benjamin »                                         | Lieut. 03.09.43 (relâché)                                                                     |
| Jean Menesson UK ; Val. 65/104                       |                       | (1) F - SPRUCE (2) F - BIRCH « Henri » Menzies                               |                                                                                               |
| Jean Pierre Charles Meunier Can.                     |                       | F - DIRECTOR * MORALIST (C) « Édouard » Mesnard                              | Capt. (revenu)                                                                                |
| François Michel F ; Val. 66/104                      |                       | F - ARCHDEACON * DISPENSER « Jacques » Frank Mitchell                        |                                                                                               |
| George Millar UK                                     | 19.09.1910 15.01.2005 | F - CHANCELLOR * (C) « Émile »                                               |                                                                                               |
| Arthur de Montalembert Val. 67/104                   | 31.07.1911 16.12.1944 | F - SATIRIST * « Bistouri »                                                  |                                                                                               |
| Yvon Morandat                                        |                       | RF * « Arnolphe »                                                            |                                                                                               |
| Moraud                                               |                       | F - Mission VAUCLUSE * « Bécassine »                                         | Sgt (revenu)                                                                                  |
| Gerry Morel F                                        | 21.08.1910 09.08.1960 | F - Mission FAÇADE * « Paulot »                                              |                                                                                               |
| Pierre Morel F                                       | 13.04.1923            | F - PARSON                                                                   |                                                                                               |
| William J. Morgan US                                 |                       | F - FIREMAN * MALEFACTOR « Miguel »                                          | Lieut. (revenu)                                                                               |
| Pierre Mulsant F ; Val. 68/104                       | 13.07.1914 05.10.1944 | F - MINISTER * « Paul » Guérin, André, Pedro                                 | Capitaine.                                                                                    |
| Malcolm Munthe S+UK                                  | 30.01.1910 24.11.1995 | (1) Suède (2) Norvège Italie                                                 |                                                                                               |
| Edmund Charles Wolf Myers DSO                        | 1906 1997             |                                                                              |                                                                                               |

## N
- Haut – A
- B
- C
- D
- E
- F
- G
- H
- I
- J
- K
- L
- M
- N
- O
- P
- Q
- R
- S
- T
- U
- V
- W
- X
- Y
- Z

| Identité                                      | Dates                 | Rôle | Parcours                                                                                      |
| --------------------------------------------- | --------------------- | --- | --------------------------------------------------------------------------------------------- |
| Nom Nom état civil ; nationalité Distinctions | naissance décès       | Section - Réseau * Code Opérationnel (Fonction) « Nom de guerre » Alias                                     | Emploi antérieur : Grade, origine, ... Jalons des activités de l'agent pour le SOE sort final |
| Eileen Nearne Eileen Mary (Didi) Nearne UK    |                       | F - WIZARD * PIONEER (R) « Rose »                                                                           |                                                                                               |
| Francis Nearne                                |                       | F |                                                                                               |
| Jacqueline Nearne UK                          | 27.05.1916 15.08.1982 | F - STATIONER * DESIGNER (Co) « Jacqueline » Josette Norville                                               |                                                                                               |
| Isidore Newman UK ; Val. 69/104               |                       | (1) F - URCHIN * (R) « Julien » (2) F - SALESMAN * ATHLETE-DIVIDEND (R) « Pierre » (ou « Pépé ») Georges 49 |                                                                                               |
| Alfred Newton UK                              |                       | F - GREENHEART * (C) « Artus »                                                                              |                                                                                               |
| Henry Newton UK, frère d'Alfred, MBE          |                       | F - GREENHEART * ALMOND (2nd) « Auguste »                                                                   |                                                                                               |
| Louis Nonni US ; Louis Antoine Nonni          |                       | F - SCHOLAR * NATURALIST « Nicolas »                                                                        |                                                                                               |
| Gilbert Norman UK ; Val. 70/104               | 1914 1944             | F - Prosper PHYSICIAN * BUTCHER (R1) « Archambaud » Archambault, Aubin                                      |                                                                                               |
| Gordon Nornable UK                            |                       | F - MARKSMAN * NAVVY « Bayard »                                                                             |                                                                                               |

## O
- Haut – A
- B
- C
- D
- E
- F
- G
- H
- I
- J
- K
- L
- M
- N
- O
- P
- Q
- R
- S
- T
- U
- V
- W
- X
- Y
- Z

| Identité                                            | Dates                 | Rôle | Parcours                                                                                      |
| --------------------------------------------------- | --------------------- | --- | --------------------------------------------------------------------------------------------- |
| Nom Nom état civil ; nationalité Distinctions       | naissance décès       | Section - Réseau * Code Opérationnel (Fonction) « Nom de guerre » Alias                                         | Emploi antérieur : Grade, origine, ... Jalons des activités de l'agent pour le SOE sort final |
| Sonia Olschanezky F                                 | 25.12.1923 06.07.1944 | F - JUGGLER * (Co, adm.) « Tania »                                                                              |                                                                                               |
| Marc O'Neil                                         |                       | |                                                                                               |
| Patrick Valentino William Rowan Hamilton O'Regan UK |                       | F - Mission TOPLINK * « Chape »                                                                                 | Capt. (revenu)                                                                                |
| Maureen Patricia O'Sullivan, ép. Alvey IR.          |                       | F - FIREMAN * STENOGRAPHER (R) « Josette » Paddy, Micheline Marcelle Simonet, Marie-Claire, plan radio Stocking | Flt/Of WAAF 22/23.03.44 (par.) 05.10.44 (rentrée en Angleterre)                               |

## P
- Haut – A
- B
- C
- D
- E
- F
- G
- H
- I
- J
- K
- L
- M
- N
- O
- P
- Q
- R
- S
- T
- U
- V
- W
- X
- Y
- Z

| Identité                                                        | Dates                 | Rôle | Parcours                                                                                      |
| --------------------------------------------------------------- | --------------------- | --- | --------------------------------------------------------------------------------------------- |
| Nom Nom état civil ; nationalité Distinctions                   | naissance décès       | Section - Réseau * Code Opérationnel (Fonction) « Nom de guerre » Alias                                                 | Emploi antérieur : Grade, origine, ... Jalons des activités de l'agent pour le SOE sort final |
| Paul Pardi F ; Val. 71/104                                      |                       | F - SCIENTIST * PAWNBROCKER « Philibert »                                                                               |                                                                                               |
| Dr Geoffrey Parker UK                                           | 1902                  | F - MARKSMAN * PASTRYCOOK (chirurgien) « Parsifal »                                                                     |                                                                                               |
| Denis Parsons UK                                                |                       | F - WHEELWRIGHT * FISHERMAN « Pierrot »                                                                                 | Lieut. (revenu)                                                                               |
| David Morris Pearson UK                                         |                       | F - PEDAGOGUE * « Philippe »                                                                                            | Capt. (revenu)                                                                                |
| André Édouard Pecquet US                                        |                       | F - Mission EUCALYPTUS * « Paray »                                                                                      | Lieut. (revenu)                                                                               |
| Maurice Pertschuk UK ; Val. 72/104                              |                       | F - PRUNUS * « Eugène » Perkins                                                                                         |                                                                                               |
| Marguerite Petitjean                                            |                       | RF - CIRCONFÉRENCE * « Binette »                                                                                        | 30.01.44 (par.) août 44 (ret. via Pyrénées)                                                   |
| Harry Peulevé UK DSO                                            | 17.01.1916 18.03.1963 | Major (1) F - SCIENTIST * AUTHOR (R) « Jean » Zone : sud-ouest (2) F - AUTHOR * (C et R) « Jean » Zone : Corrèze Edmond |                                                                                               |
| Frank Pickersgill Can. ; Val. 73/104                            | 28.05.1915 14.09.1944 | F - ARCHDEACON * (C) « Bertrand »                                                                                       |                                                                                               |
| Richard Francis Pinder                                          | 18.10.1913 09.12.1981 | F - FOOTMAN * PROSECUTOR « Willy »                                                                                      | Lieut.                                                                                        |
| Éliane Plewman Éliane Sophie Browne-Bartroli ; UK ; Val. 74/104 | 1917 11.09.1944       | F - MONK * DEAN (Co) « Gaby »                                                                                           |                                                                                               |
| Jacques Poirier F ; DSO, LH, CG                                 |                       | (1) F - AUTHOR * DIGGER (A) « Nestor » (2) F - DIGGER * (C) « Nestor » Jack l'Anglais, major Jack Peters                |                                                                                               |
| Edwin W. Poitras US                                             |                       | F - TREASURER * POSTMAN « Paul »                                                                                        | Pet/Of (revenu)                                                                               |
| Robert William Berry Purvis UK                                  |                       | F - Mission HAUTES ALPES * « Manipule »                                                                                 | Major (revenu)                                                                                |
| (Comte) Jean du Puy F                                           |                       | F - AUTOGIRO * « Camille » (ou « Denis »)                                                                               |                                                                                               |

## R
- Haut – A
- B
- C
- D
- E
- F
- G
- H
- I
- J
- K
- L
- M
- N
- O
- P
- Q
- R
- S
- T
- U
- V
- W
- X
- Y
- Z

| Identité | Dates                 | Rôle | Parcours                                                                                      |
| --- | --------------------- | --- | --------------------------------------------------------------------------------------------- |
| Nom Nom état civil ; nationalité Distinctions                                                               | naissance décès       | Section - Réseau * Code Opérationnel (Fonction) « Nom de guerre » Alias                                          | Emploi antérieur : Grade, origine, ... Jalons des activités de l'agent pour le SOE sort final |
| Adolphe Rabinovitch UK (russo-égyptien) ; Val. 75/104                                                       | 1944                  | (1) F - SPINDLE * CATALPHA (R) « Arnaud » (2) F - BARGEE * (C) Alec, Guy Lebouton, Gérard, Norbert               |                                                                                               |
| Lazare Rachline F                                                                                           |                       | (1) DF (2) RF |                                                                                               |
| Brian Rafferty UK ; Val. 76/104                                                                             |                       | F - HEADMASTER * AUBRETIA « Dominique » ou « Michel »                                                            |                                                                                               |
| Denis Rake UK                                                                                               |                       | F - SPRUCE * (R) F - PRIVET * (R) F - FREELANCE * RECEIVER (R) « Justin »                                        |                                                                                               |
| Pierre Raynaud F                                                                                            | 23.08.1921 26.01.2010 | F - JOCKEY * LINKMAN « Alain » Robinet                                                                           |                                                                                               |
| Charles Rechenmann F ; MBE, CG ; Val. 77/104                                                                | 24.08.1912 14.09.1944 | F - ROVER * (C) « Julien »                                                                                       |                                                                                               |
| Danielle Reddé                                                                                              |                       | RF - [Lyon] « Marocain »                                                                                         | CAF jan. 44 (par.) présente à l'arr. des alliés                                               |
| Gustave Claude Brooks Redding UK                                                                            | 1914                  | F - AUTOGIRO * WATERWORKS (R ) « Georges 30 » Renard, Charles, Robert                                            | Lieut. (lib. Colditz) (survécu)                                                               |
| Harry Rée UK ; DSO, OBE                                                                                     | 15.10.1914 17.05.1991 | F - HEADMASTER * « César » F - ACROBAT * « César » F - STOCKBROKER * (C) « César » Henri                         |                                                                                               |
| François William Michael Reeve UK                                                                           |                       | F - FARMER * CARDINAL « Olivier »                                                                                | Lieut. (échappé)                                                                              |
| Christian Regin                                                                                             |                       | F - NEWSAGENT * GOLDSMITH « Tweeds »                                                                             | (revenu)                                                                                      |
| Jean-Marie Régnier F                                                                                        |                       | F - MASON * (C) « Porthos »                                                                                      |                                                                                               |
| Haviva Reik                                                                                                 | 1914 1944             | |                                                                                               |
| Jean Renaud Val. 78/104                                                                                     |                       | F - DITCHER * (2nd) « Jean »                                                                                     |                                                                                               |
| Jean Renaud-Dandicolle F (sous le nom de John Danby) ; Val. 79/104                                          | 08.11.1923 08.07.1944 | F - SCIENTIST * VERGER « René » (ou F - VERGER * (C) « René » ?)                                                 |                                                                                               |
| John Van Riemsdijk Anglo Hollandais, blessé en action, inventeur de pas mal de procédés utilisés par le SOE |                       | |                                                                                               |
| Elizabeth Reynolds Elizabeth Devereux-Rochester ; US ; ép. Reynolds                                         |                       | F - MARKSMAN - TYPIST (Co) « Élizabeth »                                                                         | 18/19.10.43 (par., Hud.) Printemps 44 (arr.), puis relâchée                                   |
| Paul Rivière                                                                                                |                       | RF * « Roland » ou « Marquis »                                                                                   |                                                                                               |
| Jacques Robert-Rewez                                                                                        |                       | F - Mission BERGAMOTTE * (C) « Molécule »                                                                        |                                                                                               |
| Raymond Roche F+Be                                                                                          |                       | F - AUTOGIRO * CADOGAN « François »                                                                              | Lieut. 16.07.42 (échappé)                                                                     |
| Herbert Maurice Roe UK                                                                                      |                       | F - PEDLAR * « Maurice »                                                                                         | Sgt. (revenu)                                                                                 |
| Lilian Rolfe UK ; Val. 80/104                                                                               | 26.04.1914 05.02.1945 | F - HISTORIAN * RECLUSE (R) « Nadine »                                                                           |                                                                                               |
| John Charles Abercromby Roper UK                                                                            |                       | F - Mission HAUTES ALPES * « Retable »                                                                           | Capt. (revenu)                                                                                |
| Jean-Pierre Rosenthal F                                                                                     |                       | RF * « Cantinier » ou F - MARKSMAN * (APOTHÈME) « Cantinier »                                                    | Lieut. (revenu)                                                                               |
| Maurice Rouneau-Rendier B ou F ? MBE                                                                        |                       | F - RACKETEER * (C) « Adolphe »                                                                                  | Capt. (revenu)                                                                                |
| Marcel Rousset UK                                                                                           | 25.05.1911 13.02.1983 | F - BUTLER * BARBER « Léopold »                                                                                  |                                                                                               |
| Diana Rowden UK MBE, CG, Val. 81/104                                                                        | 31.01.1915 06.07.1944 | (1) F - ACROBAT * CHAPLAIN (Co) « Paulette » (2) F - STOCKBROKER * (Co) « Paulette »                             |                                                                                               |
| Yvonne Rudellat Yvonne Claire Cerneau ; UK ; MBE ; Val. 82/104                                              | 11.01.1897 23.04.1945 | (1) F - Prosper PHYSICIAN * SOAPTREE - (Co) « Suzanne » (2) F - (ADOLPHE) * (2nd) « Suzanne » Jacqueline Gautier |                                                                                               |

## S
- Haut – A
- B
- C
- D
- E
- F
- G
- H
- I
- J
- K
- L
- M
- N
- O
- P
- Q
- R
- S
- T
- U
- V
- W
- X
- Y
- Z

| Identité | Dates                 | Rôle                                                                         | Parcours                                                                                      |
| --- | --------------------- | ---------------------------------------------------------------------------- | --------------------------------------------------------------------------------------------- |
| Nom Nom état civil ; nationalité Distinctions                                                                             | naissance décès       | Section - Réseau * Code Opérationnel (Fonction) « Nom de guerre » Alias      | Emploi antérieur : Grade, origine, ... Jalons des activités de l'agent pour le SOE sort final |
| Roméo Sabourin CAN Val. 83/104                                                                                            | 01.01.1923 14.09.1944 | F - PRIEST * SORCEROR (R) « Léonard »                                        |                                                                                               |
| Gonzague de Saint-Geniès UK ; Val. 84/104                                                                                 | 11.02.1917 27.06.1944 | F - SCHOLAR * (C) « Lucien »                                                 |                                                                                               |
| Odette Sansom F ép.1 : Roy Sansom (31- ), ép.2 : Peter Churchill (47-56 div.), ép.3 : Geoffrey Hallowes GC, MBE           | 28.04.1912 13.03.1995 | F - SPINDLE * CLOTHIER (Co) « Lise »                                         |                                                                                               |
| Paul Sarrette F ; Val. 85/104                                                                                             |                       | F - GONDOLIER * (C) « Louis »                                                |                                                                                               |
| William Savy F |                       | F - WIZARD * « Alcide » Jean Millet                                          |                                                                                               |
| P. Sawyer : voir Paul F. M. Sarrette                                                                                      |                       |                                                                              |                                                                                               |
| Reeve Schley US |                       | F - FREELANCE * SANDWICHMAN « Samson »                                       | Capt. (revenu)                                                                                |
| Paul Schmidt |                       | RF - Crab, Kim                                                               |                                                                                               |
| Alexandre Schwatschko (sous le nom de Albert Shaw) ; Rou ; Val. 86/104                                                    |                       | F - STATIONER * POLITICIAN « Olive »                                         |                                                                                               |
| Pierre Séailles F | 14.04.1919 03.06.2007 | F - FARMER * (A) puis (C) « Pierrot »                                        |                                                                                               |
| Antoine Guillaume Sereni                                                                                                  | 24.03.1913 18.08.1987 | F - JOCKEY * (R) « Casimir »                                                 | Lieut. (revenu)                                                                               |
| Henri Sevenet (sous le nom de H.P. Thomas) ; F Val. 87/104                                                                | 03.11.1914 20.07.1944 | F - DETECTIVE * (C) « Rodolphe » Commandant Mathieu                          |                                                                                               |
| Jack T. Shannon Jack T. Shannon ; US                                                                                      |                       | F - Mission BERGAMOTTE * « Taux »                                            | Major (revenu)                                                                                |
| Albert Shaw voir Alexandre Schwatschko                                                                                    |                       |                                                                              |                                                                                               |
| Charles Ronald Shearn UK                                                                                                  |                       | F - PERMIT * STRAGGLER « Septime »                                           | Lieut.                                                                                        |
| Bob Sheppard UK |                       | F - SPRUCE * PALM « Patrice »                                                | Lieut. (lib. camps de conc.) (survécu)                                                        |
| David Sibree UK ; Val. 88/104                                                                                             |                       | F - Raid SCULLION 2 * « Morand »                                             |                                                                                               |
| Hugh Davidson Sillito UK                                                                                                  |                       | F - GONDOLIER * SCOUT « Sylvien »                                            | Capt. (revenu)                                                                                |
| André Louis Ernest H. Simon F+UK                                                                                          |                       | F - Mission TILLEUL * « Diastique »                                          | Flt/Lt. (revenu)                                                                              |
| Jean Simon Val. 89/104 |                       | F - STOCKBROCKER * « Claude » et/ou F - TREASURER * « Pedro »                |                                                                                               |
| Octave Simon F ; Val. 90/104                                                                                              |                       | F - SATIRIST * (C) « Arsène » Guillaume Badois                               |                                                                                               |
| Jack Sinclair UK ; Val. 91/104                                                                                            |                       | F - MONK * SHOPKEEPER « Adalbert »                                           |                                                                                               |
| Allyre Sirois Can. | 25.08.1925            | (1) F - ROVER * SATYR (R) « Gustave » (2) F - CARVER * SATYR (R) « Gustave » |                                                                                               |
| Krystyna Skarbek Pol+UK ; ep. 1-Getlich, 2-Giżycki connue sous son nom de guerre SOE « Christine Granville » GM, OBE, CG, | 01.05.1908 15.06.1952 | F - JOCKEY * (Co) « Christine Granville » Pauline Armand                     |                                                                                               |
| Charles Skepper UK ; Val. 92/104                                                                                          | 26.02.1905 04.04.1944 | F - MONK * (C) « Bernard »                                                   |                                                                                               |
| Einar Skinnarland | 1918 2002             |                                                                              |                                                                                               |
| David Smiley LVO, OBE, MC                                                                                                 | 11.04.1916 09.01.2009 | Mission CONSENSUS 11                                                         |                                                                                               |
| Marcelle Somers |                       | RF - CÔNE * « Albanais »                                                     | 03/04.05.44 (Hud.) présente à l'arrivée des alliés.                                           |
| Guy Songy US |                       | F - FOOTMAN * SUBSCRIBER « Sostène »                                         | Lieut. (revenu)                                                                               |
| Christian Sorensen F |                       | F - Mission ALPES MARITIMES * « Chasuble »                                   | Cdt.                                                                                          |
| Victor Soskice US ; Val. 93/104                                                                                           | 1923 29.03.1945       | F - Mission SCULLION 2 * « Solway »                                          |                                                                                               |
| Maurice Southgate UK | 20.06.1913 17.03.1990 | F - STATIONER * (C1) « Hector » Philippe                                     |                                                                                               |
| Alfred Sowden Alfred Claude Brinton ; UK                                                                                  |                       | F - PEDLAR                                                                   | Sgt. (revenu)                                                                                 |
| Arthur Staggs UK | 1912 ?                | F - FARMER * BAKER (R) « Guy » Foulon                                        |                                                                                               |
| George Starr UK | 06.04.1904 02.09.1980 | F - WHEELWRIGHT * (C) « Hilaire » Gaston, colonel Hilaire.                   |                                                                                               |
| John Starr UK |                       | F - ACROBAT * (C1) « Bob »                                                   |                                                                                               |
| Arthur Steele UK ; Val. 94/104                                                                                            |                       | F - MONK * WAITER « Laurent »                                                |                                                                                               |
| Brian Stonehouse Brian Julian Warry Stonehouse ; UK MBE                                                                   | 08.08.1918 02.12.1998 | F - DETECTIVE * JAPONICA (R) « Célestin » F - VENTRILOQUIST * (R)            |                                                                                               |
| André Henri van der Straton F                                                                                             |                       | F - ACROBAT * VENDOR « André » Vivanti                                       | Capt. (revenu)                                                                                |
| André Studler US | 11.03.1912 02.05.1998 | F - HISTORIAN * SQUATTER « Sylvain »                                         | Lieut. (échappé)                                                                              |
| Francis Suttill Val. 95/104                                                                                               | 17.03.1910 21.03.1945 | F - Prosper PHYSICIAN *(C) « Prosper » François Desprées                     |                                                                                               |
| Alphonse Sybille F |                       | F - WOODCUTTER * SQUEAKER « Sanche »                                         | Lieut. (revenu)                                                                               |
| Violette Szabo UK ; ép. Szabo GC, MBE, CG, MR Val. 96/104                                                                 | 26.06.1921 05.02.1945 | F - SALESMAN * SEAMSTRESS (Co) « Louise » La p'tite Anglaise                 |                                                                                               |
| Hannah Szenes | 17.07.1921 07.11.1944 |                                                                              |                                                                                               |

## T
- Haut – A
- B
- C
- D
- E
- F
- G
- H
- I
- J
- K
- L
- M
- N
- O
- P
- Q
- R
- S
- T
- U
- V
- W
- X
- Y
- Z

| Identité                                                          | Dates                 | Rôle                                                                    | Parcours                                                                                      |
| ----------------------------------------------------------------- | --------------------- | ----------------------------------------------------------------------- | --------------------------------------------------------------------------------------------- |
| Nom Nom état civil ; nationalité Distinctions                     | naissance décès       | Section - Réseau * Code Opérationnel (Fonction) « Nom de guerre » Alias | Emploi antérieur : Grade, origine, ... Jalons des activités de l'agent pour le SOE sort final |
| Jacques Taschereau Léonard Jacques (ou Jimmy ?) Taschereau ; Can. |                       | F - DIPLOMAT * TOUT « Thomas »                                          | Capt. (revenu)                                                                                |
| Paul Tessier UK ; Val. 97/104                                     |                       | F MUSICIAN * COMEDIAN « Théodore » (ou « Christophe » ?)                |                                                                                               |
| Paul-Émile Thibeault Can.                                         |                       | F - DIPLOMAT * TATLER « Gervais »                                       | Lieut. (revenu)                                                                               |
| H.P. Thomas : voir Henri P. Sevenet                               |                       | D                                                                       |                                                                                               |
| F. Tilly                                                          |                       |                                                                         |                                                                                               |
| Michael Trotobas UK ; Val. 98/104                                 | 30.05.1914 27.11.1943 | F - FARMER * (C) « Sylvestre » Michel, capitaine Michel                 |                                                                                               |
| Daniel Turberville UK                                             |                       | F - CORSICAN * DIVINER « Daniel »                                       |                                                                                               |
| Gilbert Turck F MC                                                | 03.09.1911            | F - Mission FAÇADE * « Christophe » Émile Tambon, Tunmer                |                                                                                               |

## U
- Haut – A
- B
- C
- D
- E
- F
- G
- H
- I
- J
- K
- L
- M
- N
- O
- P
- Q
- R
- S
- T
- U
- V
- W
- X
- Y
- Z

| Identité                                      | Dates           | Rôle                                                                    | Parcours                                                                                      |
| --------------------------------------------- | --------------- | ----------------------------------------------------------------------- | --------------------------------------------------------------------------------------------- |
| Nom Nom état civil ; nationalité Distinctions | naissance décès | Section - Réseau * Code Opérationnel (Fonction) « Nom de guerre » Alias | Emploi antérieur : Grade, origine, ... Jalons des activités de l'agent pour le SOE sort final |
| Paul Ullman US ; Val. 99/104                  |                 | F - STOCKBROKER * UPHOLSTERER « Alceste »                               |                                                                                               |
| Alix d'Unienville F (ou MAU ?) ; MBE, LH.     | 1919            | RF - ORONTE * « Myrtil »                                                |                                                                                               |

## V
- Haut – A
- B
- C
- D
- E
- F
- G
- H
- I
- J
- K
- L
- M
- N
- O
- P
- Q
- R
- S
- T
- U
- V
- W
- X
- Y
- Z

| Identité                                      | Dates                          | Rôle | Parcours                                                                                      |  |
| --------------------------------------------- | ------------------------------ | --- | --------------------------------------------------------------------------------------------- |  |
| Nom Nom état civil ; nationalité Distinctions | naissance décès                | Section - Réseau * Code Opérationnel (Fonction) « Nom de guerre » Alias                                                                 | Emploi antérieur : Grade, origine, ... Jalons des activités de l'agent pour le SOE sort final |  |
| Jacques Vaillant de Guélis F+UK               | 1907 07.08.1945                | (1) F - Mission TILLEUL * FAÇADE -(C) « Théodore » ou « Jacques » (2) F - MONK (3) F - INVENTOR                                         |                                                                                               |  |
| François Vallée F ; MC ; Val. 100/104         |                                | F PARSON * (C) « Oscar » Jacques, André, de Lorme                                                                                       |                                                                                               |  |
| Roger Veillard F                              |                                | F - DIETICIAN * VALUER « Vulcain » | Lieut. (échappé)                                                                              |  |
| Marcel Veilleux Can. ; MBE                    | 1922 27.09.2004                | F - MARKSMAN * VAGABOND (R2) « Yvello »                                                                                                 |                                                                                               |  |
| J. de Vérieux : voir Jean Worms               |                                | |                                                                                               |  |
| Jean de Vomécourt F                           | 25.05.1899 12.02.1945          | F - * |                                                                                               |  |
| Philippe de Vomécourt F                       | 16.01.1902                     | F - VENTRILOQUIST * (C) (1) « Gauthier » (zone sud, mai 41- oct 42) (2) « Antoine » (région Sologne, avr. à oct. 44) Saint-Paul, Lionel |                                                                                               |  |
| Pierre de Vomécourt                           |                                | F - AUTOGIRO * SYCAMORE (C) (1) « Lucas » (2) « Sylvain » Étienne                                                                       |                                                                                               |  |
| Charles Villiers UK ; MC                      | 14 août 1912 22 janvier 1992   | |                                                                                               |  |
| Pierrette Vincelot F                          | 31 mars 1918 28 décembre 2006  | Réseau Hilaire Buckmaster zone La Réole (33) Co Alias "Fernande"                                                                        |                                                                                               |  |
| Marcelle Marie Vincelot F                     | 7 octobre 1889 10 février 1974 | Réseau Hilaire Buckmaster zone La Réole (33) Co                                                                                         |                                                                                               |  |
|                                               |                                | |                                                                                               |  |

## W
- Haut – A
- B
- C
- D
- E
- F
- G
- H
- I
- J
- K
- L
- M
- N
- O
- P
- Q
- R
- S
- T
- U
- V
- W
- X
- Y
- Z

| Identité | Dates                 | Rôle | Parcours |
| --- | --------------------- | --- | --- |
| Nom Nom état civil ; nationalité Distinctions                                                                            | naissance décès       | Section - Réseau * Code Opérationnel (Fonction) « Nom de guerre » Alias                                                                  | Emploi antérieur : Grade, origine, ... Jalons des activités de l'agent pour le SOE sort final                             |
| Nancy Wake Aus. ép. 1 - Fiocca (1939), 2 - John Forward. GM, Australia Companion, Ch.LH, CG (2 palmes+1 ét. d'arg.), MR. | 30.08.1912 07.08.2011 | F - FREELANCE * WITCH (Co) « Hélène » | |
| Anne-Marie Walters ép. Comert                                                                                            | 16.03.1923 03.10.1998 | F - WHEELWRIGHT * MILKMAID (Co) « Colette »                                                                                              | |
| Peter Wand-Tetley |                       | | |
| Cyril Watney UK | 29.09.1922 23.01.2009 | F - FOOTMAN * FORGER (R) « Eustache » Michel                                                                                             | |
| Adler Pierre André Watt UK ; MBE, MC                                                                                     |                       | (1) F - FARRIER * SWINEHERD (R) « Geoffroi » Surnoms (il était très petit !) : "½ Watt" , "Titch", "Rase-Mottes". (2) F - DIPLOMAT * (R) | Signal Corps, Capt. (1) 16/17.09.43 (Lys., Amboise) 05/06.04.44 (ret. Lys., Azay-sur-Cher) (2) 15/16.04.44 (MGB) (revenu) |
| Jacques Weil |                       | F - JUGGLER * (2nd) « Jacques » Jacques Walter                                                                                           | (survécu) |
| Odette Wilen Odette Victoria Sar ; UK ; ép. de Strugo                                                                    |                       | F - LABOURER * WAITRES (Co) « Sophie »                                                                                                   | FANY 11/12.04.44 (par.) été 44 (ret. via Pyrénées) Automne 44 (rentrée en Angleterre)                                     |
| Edward Wilkinson UK+US Val. 101/104                                                                                      | 27.06.1902 07.09.1944 | (1) F - TINKER * (2nd) « Alexandre » (2) F - PRIVET * (C) « Alexandre »                                                                  | |
| George Wilkinson UK ; Val. 102/104                                                                                       | 31.08.1913 05.10.1944 | F - HISTORIAN * (C) « Étienne » | |
| Peter Wilkinson |                       | | |
| Jean-Pierre Wimille | 26.02.1908 28.01.1949 | | |
| T. Winter |                       | DF | (échappé camps de conc.)                                                                                                  |
| Pearl Witherington ép. Cornioley                                                                                         | 24.06.1914 24.02.2008 | (1) : F - STATIONER * (Co, puis C2) « Marie » (2) : F - WRESTLER * (C) « Pauline »                                                       | |
| Albert Woerther F | 18.02.1920            | F - WOODCUTTER * (C) « Justin » | |
| Ivan Justin Woolf UK |                       | F - SHIPWRIGHT * WANDERER « Jean-Paul » Wallace                                                                                          | Lieut. (revenu) |
| Jean Worms F ; Val. 103/104                                                                                              |                       | F - JUGGLER * (C) « Robin » (ou « Jules » ?) Jean Warrens, Jean de Vérieux, Baptiste                                                     | |

## Y
- Haut – A
- B
- C
- D
- E
- F
- G
- H
- I
- J
- K
- L
- M
- N
- O
- P
- Q
- R
- S
- T
- U
- V
- W
- X
- Y
- Z

| Identité                                                                                                   | Dates                 | Rôle | Parcours                                                                                      |
| --- | --------------------- | --- | --------------------------------------------------------------------------------------------- |
| Nom Nom état civil ; nationalité Distinctions                                                              | naissance décès       | Section - Réseau * Code Opérationnel (Fonction) « Nom de guerre » Alias | Emploi antérieur : Grade, origine, ... Jalons des activités de l'agent pour le SOE sort final |
| Forest Yeo-Thomas UK Le Lapin blanc (White Rabbit), Tommy. GC, MC & Bar, CG (avec palmes), LH (commandeur) | 17.06.1901 26.02.1964 | (1) RF - Opération SEAHORSE * « Shelley » François-Yves Thierry Note : Opération SOE associée à la mission ARQUEBUSE-BRUMAIRE du BCRA (2) RF - Opération MARIE-CLAIRE * « Shelley » Tirelli (3) RF - Opération ASYMPTOTE * « Shelley » Gaonach |                                                                                               |
| John Young UK ; Val. 104/104                                                                               |                       | F - ACROBAT * JUDGE (R) « Gabriel » |                                                                                               |

## Z
- Haut – A
- B
- C
- D
- E
- F
- G
- H
- I
- J
- K
- L
- M
- N
- O
- P
- Q
- R
- S
- T
- U
- V
- W
- X
- Y
- Z

| Identité                                      | Dates                 | Rôle                                                                    | Parcours                                                                                      |
| --------------------------------------------- | --------------------- | ----------------------------------------------------------------------- | --------------------------------------------------------------------------------------------- |
| Nom Nom état civil ; nationalité Distinctions | naissance décès       | Section - Réseau * Code Opérationnel (Fonction) « Nom de guerre » Alias | Emploi antérieur : Grade, origine, ... Jalons des activités de l'agent pour le SOE sort final |
| Edward Zeff UK                                |                       | F - SPRUCE * EBONY (R1) « Mathieu » (ou Georges 53)                     |                                                                                               |
| Guido Zembsch-Schreve NL                      | 17.05.1916 01.02.2003 | DF - Pierre-Jacques * (C) « Pierre »                                    |                                                                                               |